# Goldene Wolke
Die Goldene Wolke war eine Künstlervereinigung in Bremen, die von 1903 bis 1914 existierte.
Auf Initiative von Gustav Pauli, seiner Frau Magdalene Pauli, Rudolf Alexander Schröder und Alfred Walter Heymel gegründeter Kreis von Kaufleuten, Rechtsanwälten, Künstlern und ihrer Frauen, um „das geistige Niveau der Gesellschaft zu heben“.
Auf Anregung von Rudolf Alexander Schröder gab sich die Gruppe nach Goethes Tasso den Namen „Die Goldene Wolke“.
Die „Goldene Wolke“ veranstaltete Leseabende, in denen es vor allem um die anschließende Diskussion, um den Wert der Lektüre ging. Auswärtige Gäste wie der Dichter Hugo von Hofmannsthal, die Philosophen Graf Keyserling und Rudolf Borchardt, der Historiker Erich Marcks oder der Direktor der Hamburger Kunsthalle Alfred Lichtwark bereicherten die Gespräche.
Die Mitglieder setzten das „Wagen und Winnen“ der Kaufleute in die Förderung des Musischen um. Sie unterstützten den Erwerb von Bildern wie van Goghs Mohnfeld und Denkmälern wie Tuaillons Rosslenker oder Hildebrandts Bismarckdenkmal.
Damit wirkte die Gruppe gegen den vorherrschenden Historismus und gegen den wilhelminischen Stil ein auf die Formen der Geselligkeit, Wohnstil, Mobiliar und Kleidung.